# Chervonets

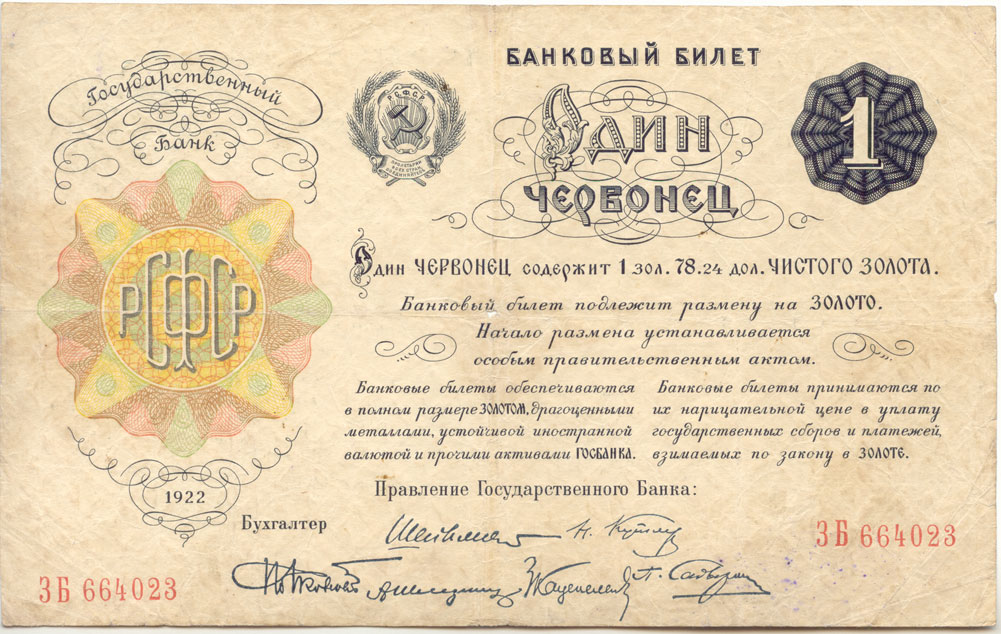
Chervonets, 1922.

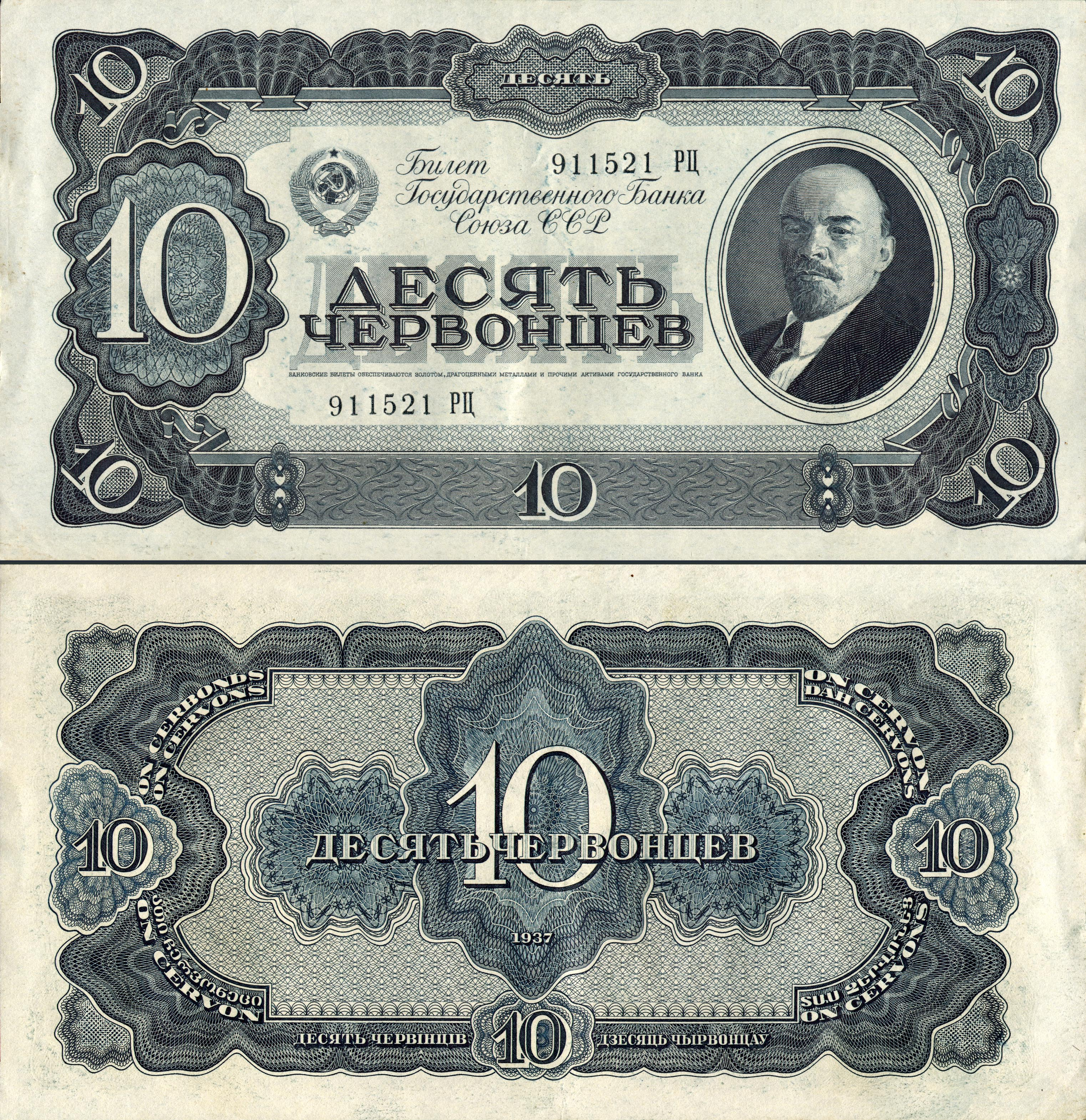
Billete de 10 chervóntsev, 1937, con el retrato de Lenin.

Chervonets (en ruso: черво́нец, plural: червонцы, chervóntsy) fueron la antigua unidad monetaria del Imperio ruso y la Unión Soviética. En los tiempos diversos, los chervonets fueron iguales en una suma diferente al rublo. El nombre fue derivado de червонное золото, que en ruso se refiere a oro puro que tiene un tono rojizo. Desde el siglo XIX la palabra chervonets se usa además popularmente para referirse a un billete de valor 10 unidades monetarias, ya sean rublos rusos, dólares, euros, etc.
Antes del reino de Pedro I los chervontsy fueron el nombre para varias monedas de oro extranjeras que circulaban en Rusia, la mayoría ducados y cequíes alemanes. En 1701 las primeras monedas de oro, chervonets, fueron introducidas con la misma masa (3,47 g) y aleación (.986) que el ducat. Los chervontsy fueron usados hasta 1757 cuando fueron desplazados por el rublo de oro (con menor aleación) y falsificaciones del dukat neerlandés, el cual proveyó completamente una necesidad en el comercio de las monedas de oro.
En 1922 el gobierno soviético introdujo una nueva denominación con el nombre de chervonets para parar la hiperinflación y refrenar el caos en el estándar del dinero durante la guerra civil. Durante este tiempo varias denominaciones circularon, por ejemplo el rublo imperial, kérenki, sovznaki, etc. Las monedas de oro fueron muy usadas (8,6 g.,.900 aleación) en las bolsas de acción extranjera. Los chervontsy hicieron la NEP posible y antes de la industrialización su valor subió a 10 rublos, y la producción de monedas de oro cesó.
En 1937, el retrato de Lenin apareció en los billetes de chervonets. Los chervontsy fueron suspendidos luego de la reforma monetaria en 1947.
Una larga porción de chervontsy de oro fueron usadas nuevamente antes y después de los Juegos Olímpicos de 1980 en Moscú como recuerdos y operaciones de comercio.